# M252
Az M252 egy közepes tömegű 81 mm-es, amerikai gyártmányú aknavető. Simacsövű, elöltöltős, meredek röppályájú fegyver a közvetlenül nem látható célok leküzdésére és a könnyűlövész egységek támogatására fejlesztettek ki és a légi desszant egységek segítségével az egész harcmezőt képes lefedni.

## Felépítése
Az M 252 aknavető szerkezeti felépítése a következő: M253 cső, súlya 16 kg, M177 állvány, melynek súlya 12 kilogramm, M3A1 talplemez, amely 13 kilogramm tömegű és az M6A1 jelzésű irányzék, amely 1,1 kilogramm súlyú. Az M252 felépítményének tömege összeszerelt állapotban 41 kilogramm.
Az aknavető felépítése tartalmazza az állványt, amely elölről támasztja meg a csövet és az aknavető vízszintben, illetve függőlegesen való beállítására szolgál. A talplemez megtámasztja a csövet hátulról és átvezeti a lövés által kiváltott visszaható erőket a talajba. Az M6A1 jelzésű irányzék az állványra rögzíthető. Az M252 aknavető gravitáció által működtetett elsütést alkalmaz (akárcsak a többi aknavető), hiszen a gránát a csőben farokrésszel lefelé haladva ráüt az ütőszegre és ennek hatására lép működésbe. Az aknavető csőtorkolata egy robbanást csillapító eszközzel van felszerelve azért, hogy csökkentse az esetleges balesetek előfordulását. Ahhoz, hogy növeljék a hűtés hatékonyságát, a cső hátsó része bordázott, amely-ugyan elhanyagolható mértékben-, de csökkenti a lövés közben keletkező felmelegedést. Az Egyesült Államok Hadseregének és az Egyesült Államok Tengerészgyalogságának lövész zászlóaljainak külön kihelyezett aknavető szakaszai vannak. Az Észt Fegyveres Erőknél is rendszeresítették.

## Története
Az M525-ös aknavető az 1950-es évek brit aknavetőjén, a 81 mm-es L16A2-n alapul. 1986-ban rendszeresítették az Egyesült Államok Fegyveres Erőinél, ahol a szintén 81 mm-es M29 aknavetőt váltotta fel. Könnyített változatát, az M252A1-t 2011-ben rendszeresítették. A tömegcsökkentést az alkatrészek számának csökkentésével és könnyebb szerkezeti anyagok alkalmazásával érték el. A tervek szerint az Egyesült Államokban az összes M252-t a könnyebb M252A1-gyel fogják felváltani. Ugyanennek a programnak a keretén belül kifejlesztették az M 224 jelzésű aknavetőt is.

## Működtetése
Az M 252 aknavető kezelőszemélyzete öt főből áll, melyek a következők: vetőparancsnok, irányzó, kezelő, első lőszeres, második lőszeres. Feladataik lebontása a következő:
Vetőparancsnok: Közvetlenül a vető mögött helyezkedik el és onnan irányítja a raj tevékenységét, javítja a hibákat. Rálátása van a raj egészének tevékenységére és az ő felelőssége a vető helyének kijelölése, az irányzás pontosítása és a tűz vezetése a célokra.
Az irányzó a vető bal oldalán helyezkedik el. Ő végzi az irányzást és a vető vízszintes és függőleges szintezését. Az ő feladata pontosan beállítani a célokra az irányzékot és a lövések közt a szintezés elmozdulásait kijavítani.
A kezelő az aknavető jobb oldalán tartózkodik, és készen áll a tüzelésre. Tüzeléskor a kezelő ejti a gránátot a csőbe. Feladatonként 10 gránát van elhelyezve mellette.
Az első lőszeres a vető mögött jobbra, hátul helyezkedik el. Az ő feladata előkészíteni a lőszereket a tüzeléshez, majd továbbadja azokat a kezelőnek.
A második lőszeres az első lőszeres mögött a vető jobb oldalán helyezkedik el. Az ő feladata a gránátok típusonként, gyártási év és egyéb tulajdonságok alapján való szétválogatása és átvizsgálása, valamint egyes esetekben az ő feladata a vető személyzetének közvetlen biztosítása is.

## Galéria

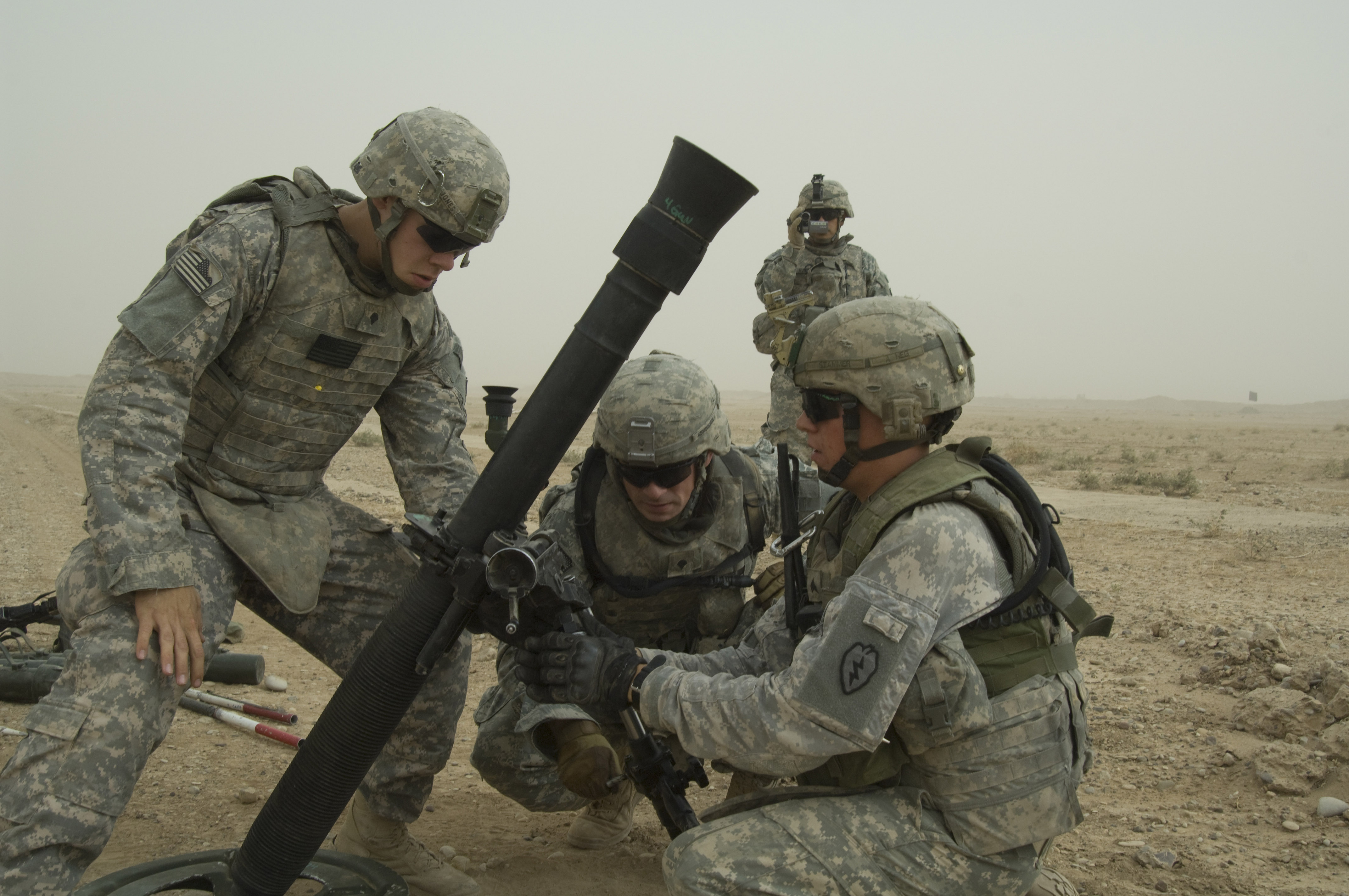
Az M 252 aknavető és kezelői 2009 júniusában Irakban
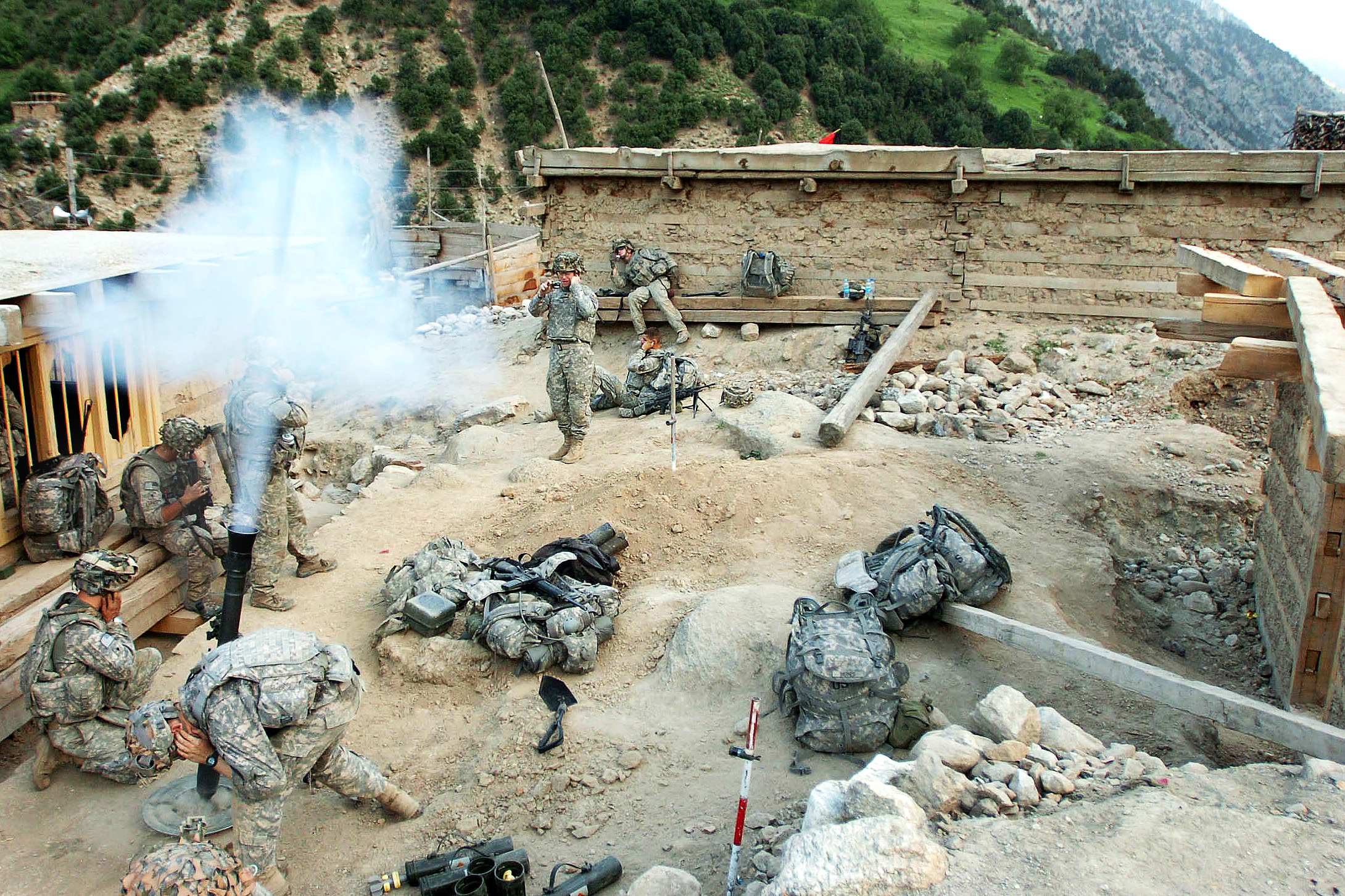
Az M252 aknavető bevetés közben 2009-ben Afganisztánban
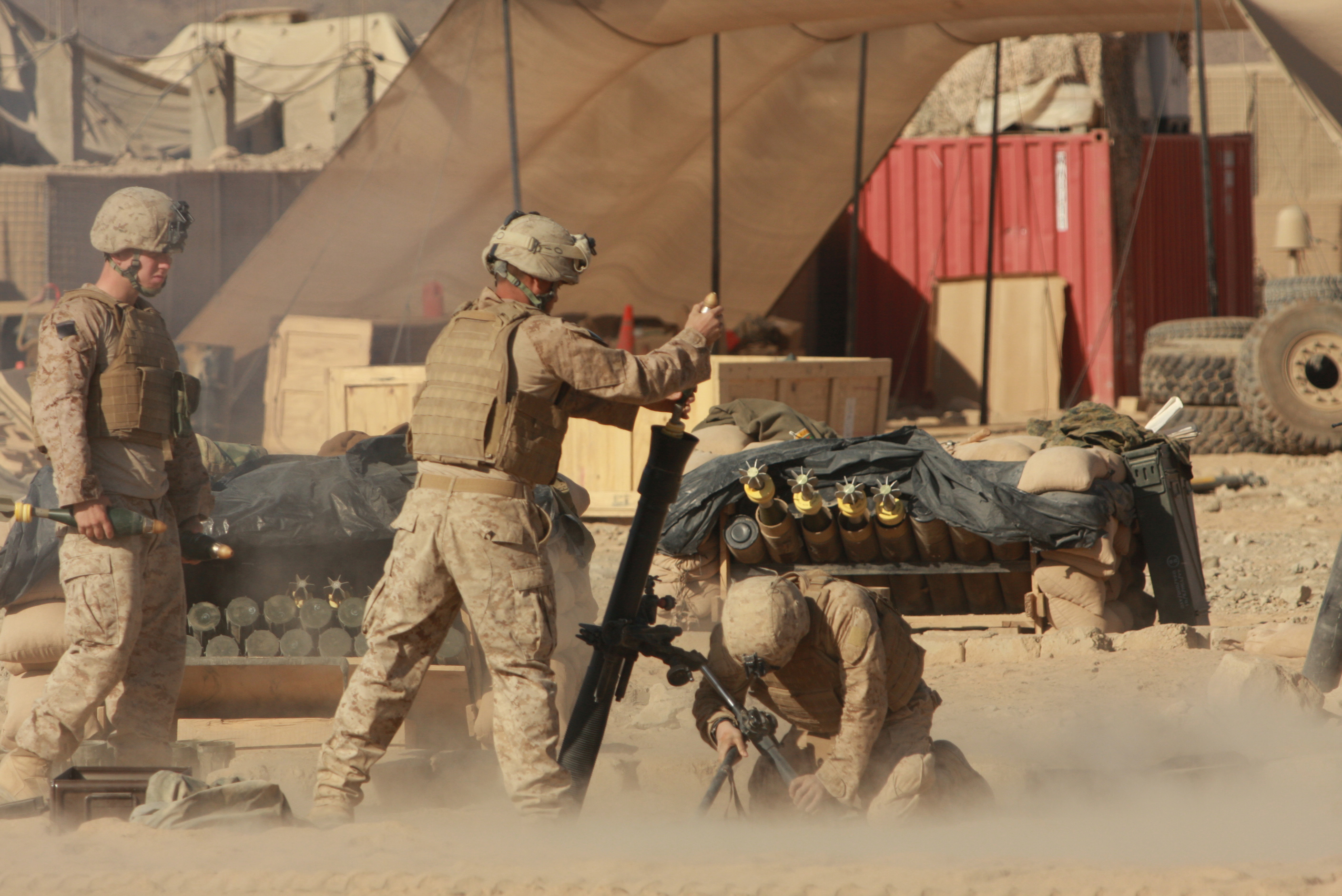
M252 aknavető tüzelés közben Afganisztán, 2010